# Coleostachys
Coleostachys es un género de plantas con flores con cuatro especies perteneciente a la familia Malpighiaceae. Es originario de Sudamérica.

## Taxonomía
El género fue descrito por Adrien-Henri de Jussieu  y publicado en  Annales des Sciences Naturelles; Botanique, sér. 2, 13: 329, en el año 1840.

## Descripción
Son arbustos o arbolitos que alcanzan los 1.5-4 m de alto; con estípulas grandes ( 1,5 a 4 cm de largo), intrapeciolares,  en su mayoría de hoja caduca. La inflorescencia es  axilar con un nodo que lleva un par de brácteas similares a las estípulas. Los pétalos son blancos. El fruto es  seco.

## Especies
| - Coleostachys genipaefolia - Coleostachys hypoleuca - Coleostachys spicata - Coleostachys vestita |